# Michel Goulet (sculpteur)
Pour les articles homonymes, voir Michel Goulet et Goulet.
Michel Goulet est un sculpteur québécois né le 4 août 1944 à Asbestos qui vit et travaille à Montréal,. 
Il est considéré par ses pairs comme l'une des figures marquantes de sa génération en sculpture. Son travail a fait partie de nombreuses expositions importantes dans plusieurs lieux prestigieux au Canada et à l’étranger. Reconnu pour sa contribution indéniable à l'art public, il a créé plus de quarante œuvres permanentes depuis trente ans. De nombreux prix soulignent la qualité de son apport à la scénographie de théâtre et d'opéra.
Il a enseigné la sculpture à l'Université d'Ottawa de 1976 à 1986 et à l'Université du Québec à Montréal de 1987 à 2004. 
Michel Goulet est membre de l'Académie royale des arts du Canada et Officier de l'Ordre National du Québec.

## Parole du créateur
« J'ai longtemps fréquenté les lieux où on laisse comme inutiles des fragments-objets, des objets-traces de notre civilisation: les cours de ferraille, les brocantes, les ventes de garage, les débarras. Je me suis perdu dans les dictionnaires et les encyclopédies, cherchant tout et rien. Il y a quelques années seulement, j'ai découvert, longtemps après tout le monde, l'ordinateur et ses outils logiciels magiques et fascinants, et Internet. Pas les outils créés pour les artistes et les graphistes. Non, mais tous les autres que je m'ingénie à détourner de leurs fonctions premières: encore plus de mots, d'images et d'idées glanées dans ces inventaires »
.

## Ses œuvres
- Vigies, de 1989. Elle est située devant le pavillon Côte-des-Neiges de l'Institut universitaire de gériatrie de Montréal, au 4565 chemin Queen-Mary.

|  |  |

« Trois sentiers mènent à une carte du monde, symbole de notre milieu de vie, de nos origines et de nos appétits de découvertes. Les voies de la connaissance, de la prévoyance et du travail sont gardées par trois chaises faisant office de vigies; chacune est identifiée par un objet de bronze, énigmes qui interpellent le passant. »
- Les Leçons particulières

Les Leçons particulières est le nom de deux sculptures-installations situées à Montréal. Le volet 1, de 1990, est à la place Roy. Le volet 2, de 1991, est au parc La Fontaine, au belvédère Léo-Ayotte.
Volet 1
« La Terre est représentée par la surface quadrillée des longitudes et des latitudes d'un planisphère. Les continents de bronze, déformés par cette mise à plat, flottent sur une eau claire qui n'est pas sans faire signe à la mémoire de la place Roy, où s'abreuvaient autrefois les chevaux. Les chaises orientées dans toutes les directions perdent leur fonction traditionnelle, obligeant le spectateur à repenser ses relations avec le monde. »
Volet 2
« L'œuvre représente des planisphères d'où émerge une histoire bouleversée, dont l'apparition de l'homme ne serait que l'événement le plus récent. Les éléments de culture sont autant d'objets placés sous les chaises situées à proximité, mêlant le souvenir de ce passé récent à celui oublié des périodes géologiques. »
|  |  |

- Alchimie des Ailleurs, 2011. C'est un ensemble de dix-huit chaises en acier inoxydable. Elles sont installées entre le  Musée Rimbaud  et La Maison des Ailleurs, à Charleville-Mézières, en France. Sur chacune d'elles sont gravés des vers du poète Arthur Rimbaud et de poètes francophones contemporains.

|  |

- Les espaces du dedans, 2014. Ensemble de chaises-poèmes situées à Namur, Dinant et Nismes, commune de Viroinval (Belgique), dédiées au poète Henri Michaux (Namur, 1899 - Paris, 1984). Chaque quatuor propose des extraits d'Henri Michaux, auxquels répondent deux poètes belges francophones et un poète quiébécois. Cette installation est en proximité géographique avec l'Alchimie des Ailleurs et permet la découverte du paysage mosan wallon et ardennais.

- Tables est une œuvre d'art réalisée en 2005 qui se trouve dans le périmètre du Quartier international de Montréal, plus précisément dans le Montréal souterrain, accessible par le Palais des congrès de Montréal ou directement par l’entrée du Station de métro Square-Victoria  à la Place Jean-Paul-Riopelle.

|  |  |  |

« J'ai toujours privilégié dans mon travail l'usage d'objets issus du quotidien, des outils, du mobilier domestique mais aussi des signes qui, par convention sociale, sont des précis d'idées et de concepts. Je tiens pour acquis qu'une chaise ou la lettre « A », tout en étant réels, n'ont plus temporairement d'efficacité ou de valeur en soi, mais en tant que signes de quelque chose d'autre. La fonction symbolique de l'art est mieux servie par des associations d'images (ou d'objets) qui animent l'esprit que par celles qui illustrent ou racontent. »
- Rêver le Nouveau Monde, œuvre de Michel Goulet offerte par la Ville de Montréal[7] aux citoyens de la Ville de Québec, à l'occasion du 400e anniversaire de sa fondation, en 2008. Elle est située devant l'édifice de Service Canada, à l'est de la gare du Palais de Québec.

|  |  |

« Pour de quatre centième, quarante chaises domestiques créent un parcours dans l'espace, le temps et les pensées furtives. Quarante voix poétiques disent, le temps d'une pause, ce que nous avons été, ce que nous sommes et le bonheur de la rencontre. Ici pas seulement des spectateurs sollicités mais des personnes qui prennent part activement à la construction d'un rêve en y jouant un rôle essentiel, en faisant le trajet d'un point à l'autre, de la représentation géographique du fleuve qui lie deux pôles du pays et l'ouvre sur le monde et la représentation de nos habitats fragiles, la Terre et le domicile, ici à l'abri. »
- Les Confidents, 2016, Jardin du Palais-Royal, Paris[8]

- Dentelles d'éternité, 2019, Jardin du Palais-Royal, Paris[9]

## Honneurs
- Récipiendaire de l’insigne Commandeur de l’Ordre de Montréal, 2020[10]
- Officier de l'Ordre national du Québec, 2018[11]
- Prix Gascon-Roux du Théâtre du Nouveau Monde, 2010, pour la meilleure scénographie, (Huis Clos)
- Doctorat honoris causa, 2010, Université de Sherbrooke
- Prix du Gouverneur général en arts visuels et en arts médiatiques (2008)
- Prix de l'Académie québécoise du théâtre, 1999,  Le Masque de la meilleure scénographie. (Urfaust, tragédie subjective)
- Prix Gascon-Roux du Théâtre du Nouveau Monde, 1997, pour la meilleure scénographie, (Le Passage de l'Indiana)
- Prix de l'Académie québécoise du théâtre, 1994, Le Masque de la meilleure scénographie. (Roberto Zucco)
- Prix du public étudiant, Nouvelle Compagnie Théâtrale, meilleure scénographie, saison l992-93. (Roberto Zucco)
- Prix de l'Association québécoise des critiques de théâtre, 1993 (AQCT), meilleure scénographie. (Roberto Zucco)
- Prix Paul-Émile-Borduas (1990)